# Lasswellova formule
Lasswellova formule představuje jeden z typických modelů komunikace vytvořený politologem Haroldem Lasswellem v roce 1948. Podle něj je rozhodující: Kdo říká – co – jakým kanálem – komu – s jakým účinkem. Lasswellova formule sehrála významnou roli v sociologii a sociální psychologii při analýzách politických a reklamních kampaní a při rozboru efektivity masmediálního vysílání (rozhlas, televize).

## Definice
Tento model zdůrazňuje, jak mimořádně důležitá je již sama osoba produktora, jeho prestiž, role, status, obliba. Stejně důležité je přesné vymezení adresáta, cílové skupiny, volba prostředků atd.
Přestože se jedná o často využívaný a snadno zapamatovatelný model, je mnohdy kritizován především proto, že v jeho definici chybí otázka „proč“.
- Kdo?

V každé formě komunikace musí být někdo, kdo komunikuje, sděluje. Ten je zároveň zdrojem i přenašečem informací. Na straně komunikátora či odesílatele je velmi důležitá důvěryhodnost, expertnost, kredibilita a atraktivita jeho samotného i samotné podávaní informace.
- Co?

Významnou roli v komunikaci hraje obsah a povaha sdělení. Jedná-li se o útok na naše emoce, či je sdělení spíše zaměřeno na racionální uvažování o problému. Zásadní vliv může mít i zvolení jednostranné (představující pouze klady či pouze zápory) nebo oboustranné (představující pozitivní i negativní stránku věci) argumentace.
- Jakým kanálem?

Informačním kanálem se myslí prostředek přenosu informací. Zjednodušeně můžeme hovořit o pěti základních informačních kanálech korespondujících s našimi pěti smysly. Volba komunikačního kanálu závisí na povaze sdělovaných informací. Obecně je za nejlepší komunikační kanál považováno video, jedná-li se však o komplexnější zprávu, vhodnější je psaná forma. Za nejhorší komunikační kanál je považováno audio.
- Komu?

Znalost publika je klíčovým faktorem ovlivňujícím volbu všech předešlých komponent komunikace.
- S jakým efektem?

Lasswellův model se také zaměřuje na dopad, který má komunikace na příjemce. Při vhodně zvoleném způsobu prezentace a prostředků sdělení můžeme změnit postoj i chování příjemce týkající se daného tématu.

## Kritika
Lasswellova formule je sice snadno zapamatovatelná, občas jí však byla vytýkána její jednostrannost a neúplnost. Formule se totiž především zaměřuje na účinky, které měly obsahy zpráv vyvolat. Neobsahuje všechny proměnné ovlivňující komunikaci. V návaznosti na kritiku byla později rozšířena o další dvě komponenty: proč a s jakým záměrem.
Navíc se jedná o lineární model komunikace, který je dnes již překonán.